# Sumerisk konst

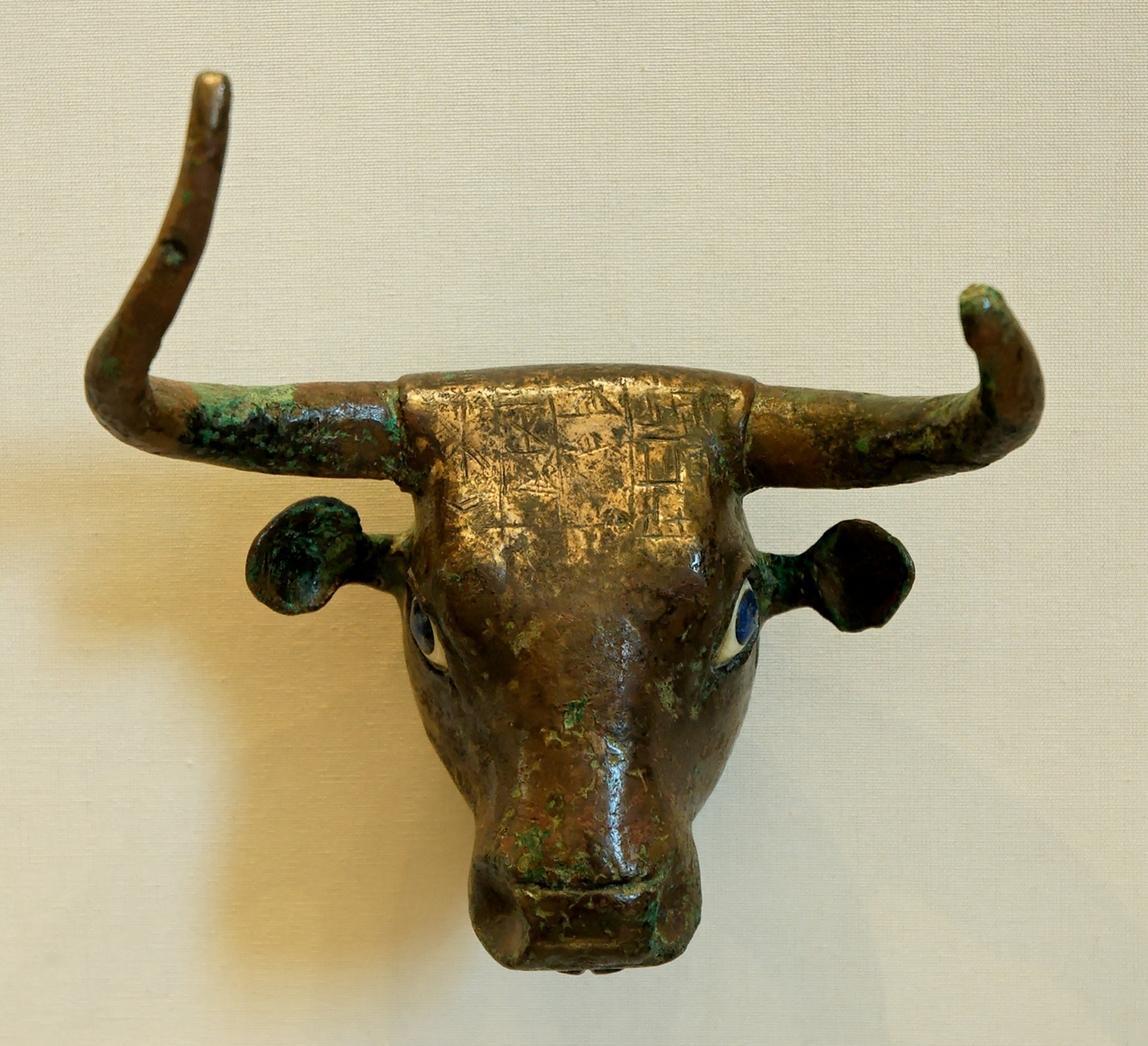
Tjurhuvud, förmodligen del av en lyra.
Koppar, pärlemor och lapis lazuli, okända dimensioner, omkring 3000 f.Kr., funnen i Girsu, Louvren.

I Sumer i södra Mesopotamien stod alla invånare i statens och religionens tjänst, något som återspeglas i den sumeriska monumentalarkitekturen. De nyckfulla floderna krävde ett välorganiserat bevattningssystem som i sin tur förutsatte en stark centralmakt, och de sumeriska konstnärerna och hantverkarna var knutna till den. Enskilda människor framträder bara som tillbedjare som överräcker votivgåvor.
Den mesopotamiska kulturen fick sin särprägel genom den spänning som rådde mellan de jordbrukande folken vid flodslätterna och de nomadiserande folken i bergen och öknarna runt omkring. Sumer erövrades av akkaderna 2350 f.Kr., av gutifolket 2150 f.Kr. och slutligen av amoriterna 1950 f.Kr.. Mötet mellan alla dessa folk ledde till ett utbyte av motiv i konsten och sammantaget en rik kulturskatt.

## Arkitektur

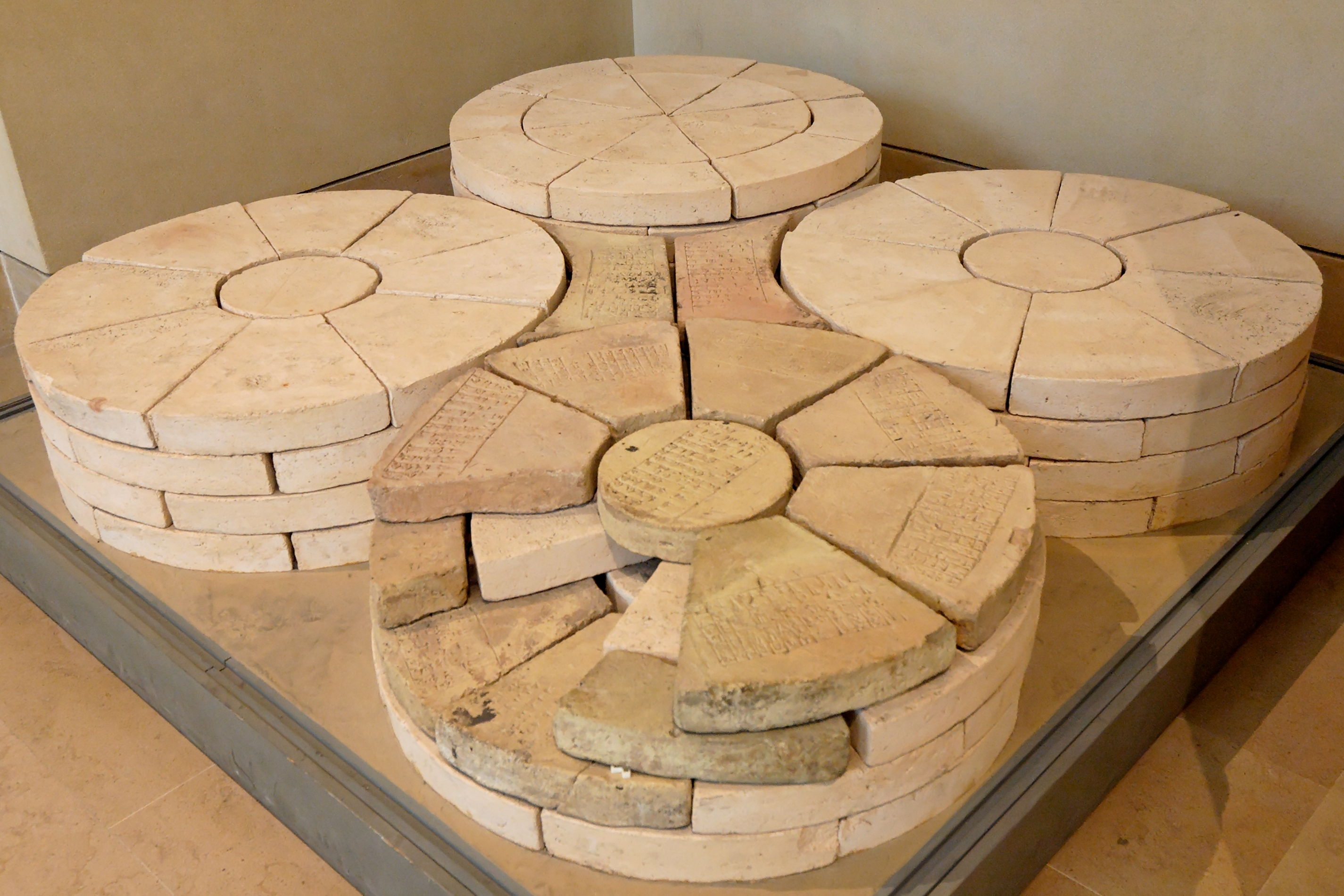
"Gudeas pelare" - rekonstruktion bestående av fyra sammanställda kolumner utförd med originaltegel samt moderna kopior. Inskriptionen omnämner en cederportik vid Ningirsus domstol.
Funna i Girsu, tegel, omkring 2120 f.Kr., okända dimensioner, Louvren.
Bild: Jastrow 2006. (PD)

De sumeriska byggnaderna bestod vanligen av de lokala material som fanns tillgängliga. Vassknippen fungerade som bärande element, och väggar och tak utfördes i flätade mattor och lera. I praktarkitekturen, både hos sumererna och de efterföljande rikena blev detta vassmotiv, och de halvkolonner och nischer som förknippades med det, ett genomgående tema, även om byggnaderna uppfördes i andra material som soltorkat tegel. Sumererna tillämpade redan 3000 f.Kr. de välkända arkitektoniska grundelement: pelaren, bågen, valvet och kupolen. De stora tegelmurarna dekorerades ofta med plattor i terrakotta och koppar och kunde ibland ha en fris av importerad kalksten och skiffer. Dessa element dekorerades ofta med djurmotiv, mytologiska motiv eller processioner.
De sumeriska templen bestod av en fritrappa eller processionsgång som ledde till en gård kring vilken rum var systematiskt ordnade. De mest storslagna delarna av de sumeriska templen var ofrånkomligen zigguraterna, de väldiga, massiva trappstegstorn som kunde vara mer än 100 meter breda och 60 meter höga.

## Skulptur

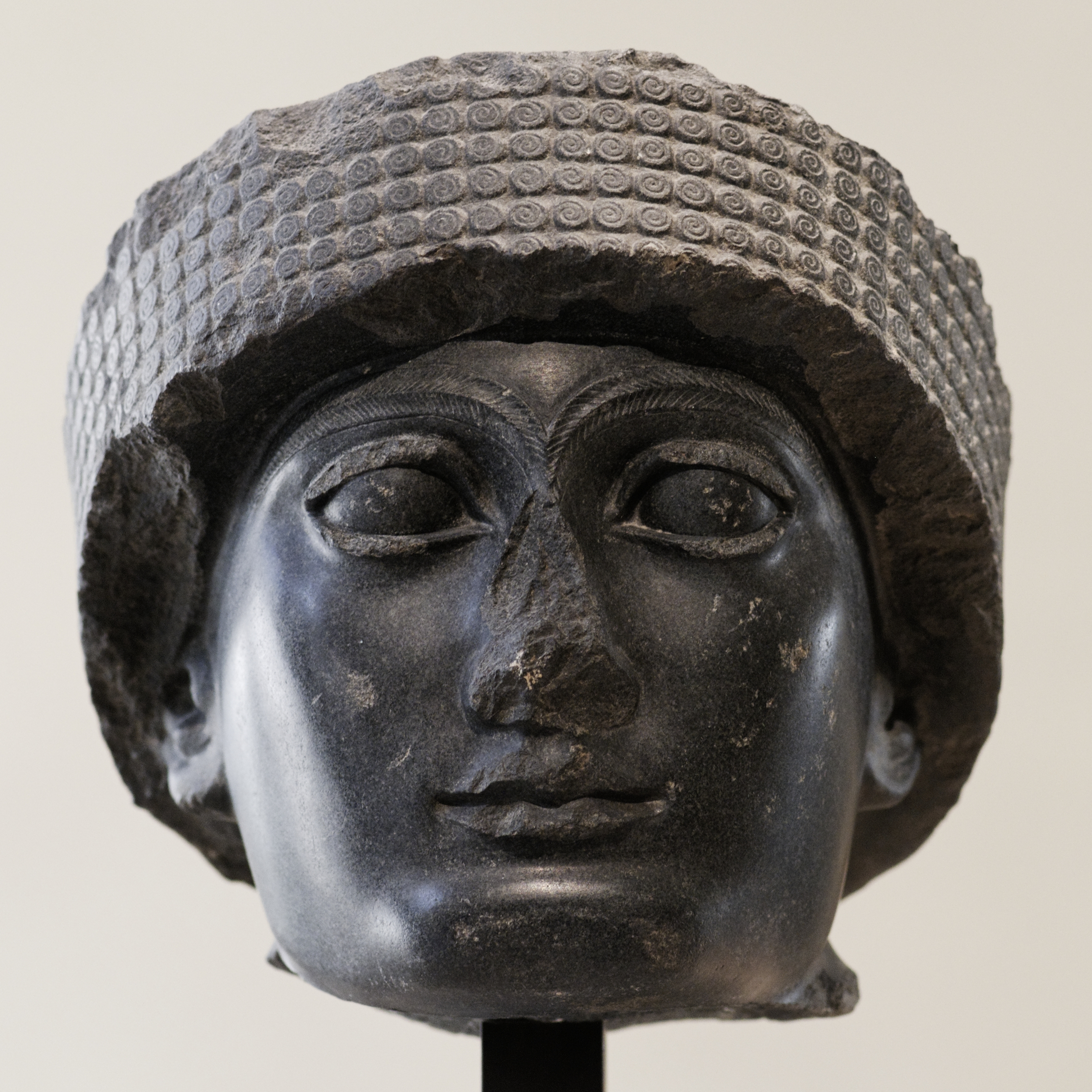
Gudea, prins av Lagash, fragment i diorit, omkring 2120 f.Kr., 25,2×25×27 cm, Louvren.
<Bild: Jastrow, 2006. (PD)

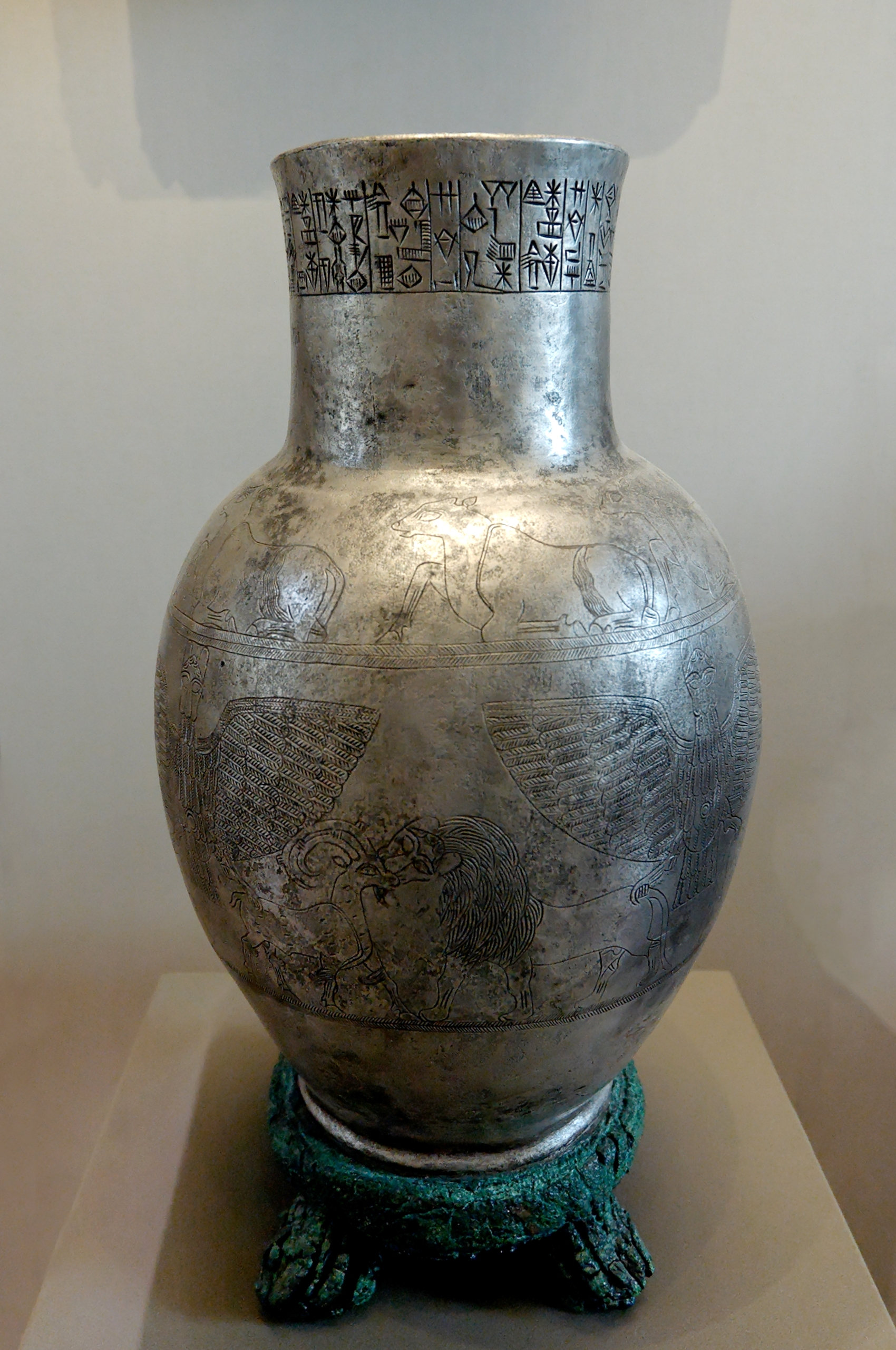
Vas som Entemena, kung av Lagash, tillägnat Ningirsu, omkring 2400 f.Kr., funnen i Girsu (dagens Telloh), silver och koppar, 35×18 cm, Louvren.
Bild: Jastrow, 2006. (PD)

Även den sumeriska skulpturen var i första hand hänvisad till lokalt tillgängliga material och kunde bara för mycket exklusiva ändamål unna sig att arbeta i sten. Detta gjorde att stenskulpturen fortsatte att ha en starkt stiliserad karaktär där metallskulpturerna allt mer kom att närma sig en realistisk och detaljerad form. Både skulpturerna i brons och guld och de träskulpturer som var överdragna med samma material var ofta rikt dekorerade med halvädelstenar och textilier. De fungerade som votivgåvor, det vill säga de framställer människor i böneställning och ställdes i tempeln framför gudarna. Härskar- och prästavbildningar kunde uppvisa individuella drag, men de flesta statyer bär inskriptioner som berättar om de personer som gestaltats.

## Mosaik och reliefer

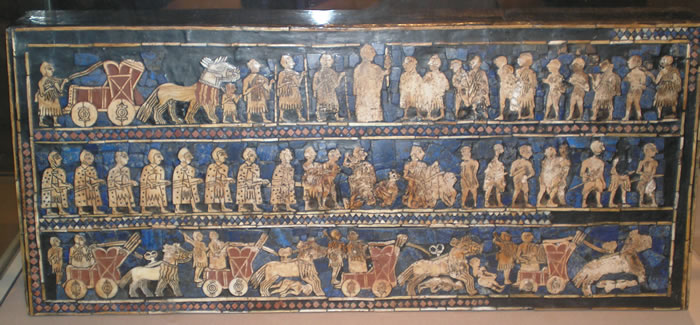
Standaret från Ur, 2450 f.Kr., British Museum.
Bild: Udimu, 2006. (GFDL, CC-BY)

Ingenting finns bevarat av det sumeriska måleriet, men sigillcylindrar, reliefskulpturer och mosaiker återger motiv ur mytologin, offerscener och segrar över fiender. Liksom i arkitekturen kom mycket i den sumeriska bildkonsten att leva vidare ända in i vår tid. Både heraldik och värdeperspektiv härstammar från sumererna. Somliga har försökt tolka variationer mellan mosaik och relief i Sumer som ett alternerande inflytande från den nomadiserande och den bofasta konsttraditionen.

## Lista över sumeriska konstverk
- Zigguraten i Ur, 2200 f.Kr.
- Kalkstenshuvud från Uruk, 3100 f.Kr.
- Bronshuvud av Sargon, 2350 f.Kr.
- Stenstatyer av Gudea, 2200 f.Kr.
- Standardet från Ur, 2450 f.Kr.
- Det vita templet i Uruk 3500 f.Kr.
- Statyetter från An-templet i Uruk, 2600 f.Kr.